# مرقح (بعدان)

تعديل مصدري - تعديل

مرقح هي إحدى قرى عزلة سير بمديرية بعدان التابعة لمحافظة إب، بلغ تعداد سكانها 885 نسمة حسب تعداد اليمن لعام 2004.